# National Independent Soccer Association 2019-2020
La NISA 2019-2020 fu l'edizione inaugurale della National Independent Soccer Association, terza divisione del campionato statunitense di calcio.
I partecipanti alla prima stagione della storia della NISA furono otto club: Atlanta SC, California United Strikers, Los Angeles Force, Miami FC, Oakland Roots, Philadelphia Fury, San Diego 1904 e Stumptown Athletic. In vista la Spring Season si verificò un ampio turnover di squadre; il numero di partecipanti rimase però di otto, frutto del fallimento del Philadelphia Fury, della sospensione delle attività dell'Atlanta SC, del passaggio in USL Championship del Miami FC e delle iscrizioni al campionato da parte di tre nuovi club, Chattanooga FC, Detroit City e Michigan Stars.
A causa dello scoppio della pandemia di COVID-19, il 12 marzo 2020 la stagione venne sospesa per 30 giorni. A seguito di un ulteriore rinvio, il campionato fu definitivamente cancellato il 27 aprile successivo.

## Formula
Il format del campionato, a differenza delle altre leghe calcistiche professionistiche statunitense, ricalcava il classico calendario europeo, con inizio in autunno e fine in primavera. Più similmente ad altri campionati centroamericani e sudamericani, invece, la stagione era stata suddivisa in due semestri: uno autunnale e uno primaverile. Venivano assegnati 3 punti per ogni vittoria, 1 punto per ogni pareggio e 0 per ogni sconfitta.
La Fall Season, denominata NISA Showcase, vide le proprie squadre suddivise in due conference da quattro formazioni ciascuna. Al termine di un mini girone all'italiana in cui ogni club affrontò le altre componenti della propria conference per due volte, una in casa ed una in trasferta, le migliori due formazioni si sfidarono per coronare i campioni di conference, i quale si qualificarono di diritto per i playoff di fine stagione.
La successiva Spring Season si sarebbe dovuta disputare invece con la formula del girone all'italiana. A causa dello scoppio della pandemia di COVID-19, però, dopo appena due weekend di gare il campionato fu dapprima più volte rinviato e poi, in seguito ad un ulteriore rinvio, definitivamente cancellato assieme all'intera stagione 2019-2020.

## Squadre partecipanti
| Club               | Città       | Stato             | Stadio                               | Capienza |
| ------------------ | ----------- | ----------------- | ------------------------------------ | -------- |
| Atlanta SC         | Atlanta     | Georgia           | St. Francis High School (Alpharetta) | 4.000    |
| Cal Utd Strikers   | Irvine      | California        | Championship Stadium                 | 5.000    |
| Chattanooga FC     | Chattanooga | Tennessee         | Finley Stadium                       | 20.668   |
| Detroit City       | Detroit     | Michigan          | Keyworth Stadium (Hamtramck)         | 7.933    |
| Los Angeles Force  | Los Angeles | California        | Jesse Owens Stadium                  | 5.000    |
| Miami FC           | Miami       | Florida           | Riccardo Silva Stadium               | 20.000   |
| Michigan Stars     | Pontiac     | Michigan          | Ultimate Soccer Arena                | 5.000    |
| Oakland Roots      | Oakland     | California        | Laney College Football Stadium       | 5.500    |
| Philadelphia Fury  | Filadelfia  | Pennsylvania      | Franklin Field                       | 52.958   |
| San Diego 1904     | San Diego   | California        | Vic Player Stadium                   | 3.700    |
| Stumptown Athletic | Matthews    | Carolina del Nord | Sportsplex at Matthews               | 5.000    |

## Fall Season

### Stagione regolare

#### East Coast
| Pos. | Squadra            | Pt | G | V | N | P | GF | GS | DR  |
| ---- | ------------------ | -- | - | - | - | - | -- | -- | --- |
| 1.   | Miami FC           | 14 | 6 | 4 | 2 | 0 | 19 | 6  | +13 |
| 2.   | Stumptown Athletic | 12 | 6 | 4 | 0 | 2 | 13 | 7  | +6  |
| 3.   | Atlanta SC         | 8  | 6 | 2 | 2 | 2 | 13 | 10 | +3  |
| 4.   | Philadelphia Fury  | 0  | 6 | 0 | 0 | 6 | 1  | 23 | -22 |

#### West Coast
| Pos. | Squadra           | Pt | G | V | N | P | GF | GS | DR |
| ---- | ----------------- | -- | - | - | - | - | -- | -- | -- |
| 1.   | Los Angeles Force | 11 | 6 | 3 | 2 | 1 | 8  | 7  | +1 |
| 2.   | Cal Utd Strikers  | 9  | 6 | 2 | 3 | 1 | 13 | 9  | +4 |
| 3.   | San Diego 1904    | 6  | 6 | 2 | 0 | 4 | 9  | 15 | -6 |
| 4.   | Oakland Roots     | 3  | 6 | 0 | 3 | 3 | 10 | 13 | -3 |

### Playoff

#### Finale East Coast
| Squadra 1 | Risultato | Squadra 2          |
| --------- | --------- | ------------------ |
| Miami FC  | 3 - 0     | Stumptown Athletic |

#### Finale West Coast
| Squadra 1         | Risultato       | Squadra 2        |
| ----------------- | --------------- | ---------------- |
| Los Angeles Force | 2 - 2 (3-5 dtr) | Cal Utd Strikers |

## Spring Season

### Stagione regolare
| Pos. | Squadra            | Pt | G | V | N | P | GF | GS | DR |
| ---- | ------------------ | -- | - | - | - | - | -- | -- | -- |
| 1.   | Oakland Roots      | 4  | 2 | 1 | 1 | 0 | 3  | 2  | +1 |
| 2.   | Cal Utd Strikers   | 4  | 2 | 1 | 1 | 0 | 1  | 0  | +1 |
| 3.   | Detroit City       | 3  | 1 | 1 | 0 | 0 | 2  | 0  | +2 |
| 4.   | Stumptown Athletic | 2  | 2 | 0 | 2 | 0 | 3  | 3  | 0  |
| 5.   | San Diego 1904     | 2  | 2 | 0 | 2 | 0 | 2  | 2  | 0  |
| 6.   | Chattanooga FC     | 1  | 1 | 0 | 1 | 0 | 1  | 1  | 0  |
| 7.   | Los Angeles Force  | 1  | 2 | 0 | 1 | 1 | 1  | 3  | -2 |
| 8.   | Michigan Stars     | 0  | 2 | 0 | 0 | 2 | 1  | 3  | -2 |

Spring Season interrotta e cancellata a causa dello scoppio della pandemia di COVID-19.

## Verdetti
- Miami FC Campione East Coast
- Cal Utd Strikers Campione West Coast